# Водородное охрупчивание
Водородное охрупчивание (англ. Hydrogen embrittlement) — процесс охрупчивания и разрушения некоторых металлов вследствие воздействия атомарного водорода. Наиболее подвержены водородному охрупчиванию высокопрочные стали, а также сплавы титана и никеля. Водород может попадать в расплавленный металл и оставаться в нём (в перенасыщенном состоянии) после затвердевания.
Диффузия водорода в твёрдый металл может происходить при повышенных температурах (тепловая обработка, сварка), при гальванизации, при коррозии и декапировании. Точный механизм водородного охрупчивания неизвестен, одним из объяснений может являться рекомбинация атомарного водорода в молекулярный на дислокациях и нанопорах с сопровождающим этот процесс резким возрастанием давления и последующим зарождением трещин в металле. Во многих случаях водородное охрупчивание — обратимый процесс, и если растрескивание ещё не началось, водород может быть удалён из металла посредством отжига.